# 鹮嘴鹬
鹮嘴鹬（学名：Ibidorhyncha struthersii）是鸻形目的单型科鹮嘴鹬科中的唯一一种。在中国大陆，分布于新疆、青海、甘肃、内蒙古、宁夏、陕西、山西、河北、河南、四川、云南、西藏等地。该物种的模式产地在喜马拉雅山脉。